# Valerij Pavlovič Afanas'ev
Valerij Pavlovič Afanas'ev (in russo Валерий Павлович Афанасьев?; Mosca, 8 settembre 1947) è un pianista russo naturalizzato belga.

## Biografia
Studiò pianoforte al Conservatorio di Mosca con Ėmil' Gilel's e Jakiv Zak. Nel 1969 vinse il Concorso Internazionale Johann Sebastian Bach a Lipsia, e tre anni più tardi il Concours Reine Elisabeth a Bruxelles. Dopo un tour nel Belgio, decise di chiedere asilo politico e divenne un cittadino belga.
Oltre alle sue attività musicali Afanas'ev è anche poeta, romanziere e saggista. Al momento vive a Versailles.

## Repertorio
In Germania Afanas'ev fu conosciuto inizialmente come il compagno di duo in Gidon Kremer nelle loro performance di musica da camera. Le sue interpretazioni della musica di Franz Schubert, Ludwig van Beethoven e altri sono considerate inusuali e non convenzionali per la sua ricerca della più assoluta espressività.